# Cabinet Indonésie En avant
Ordre de la Réforme (en)
Cabinet de Travail Cabinet Rouge Blanc
Le cabinet Indonésie En avant (indonésien : Kabinet Indonesia Maju) est le quarante-et-unième cabinet de la république d'Indonésie, et le septième de l'Ordre de la Réforme (en). Constitué à la suite de l'élection présidentielle indonésienne de 2019, qui voit le président Joko Widodo réélu pour un second mandat, il est en fonction du 23 octobre 2019 au 20 octobre 2024.

## Historique

### Contexte
Ce cabinet est constitué à la suite des élections législatives et de l'élection présidentielle d'avril 2019, qui opposait Prabowo Subianto et Joko Widodo pour la seconde fois, et qui a vu le président sortant réélu pour un second mandat. Ce nouveau cabinet prend donc place après cinq premières années de présidence de Joko Widodo, dont le bilan est décrit comme mitigé, notamment en ce qui concerne les droits humains, avec en particulier la poursuite de la répression armée du mouvement séparatiste en Papouasie occidentale.

### Composition
Un remaniement a lieu en décembre 2020.

## Membres

### Direction du cabinet
| Président   | Président | Vice-président | Vice-président |
| ----------- | --------- | -------------- | -------------- |
| Joko Widodo |           |                | Ma'ruf Amin    |

### Ministres coordinateurs
Les ministres coordinateurs sont entrés en fonction le 23 octobre 2019.
| Fonction                                                                  | Titulaire | Titulaire                                 | Parti       |
| ------------------------------------------------------------------------- | --------- | ----------------------------------------- | ----------- |
| Ministre coordinateur des Affaires politiques, juridiques et sécuritaires |           | Mahfud MD (jusqu'au 2 février 2024)       | Indépendant |
| Ministre coordinateur des Affaires politiques, juridiques et sécuritaires |           | Tito Karnavian (jusqu'au 21 février 2024) | Indépendant |
| Ministre coordinateur des Affaires politiques, juridiques et sécuritaires |           | Hadi Tjahjanto                            | Indépendant |
| Ministre coordinateur des Affaires économiques                            |           | Airlangga Hartarto                        | Golkar      |
| Ministre coordinateur des Affaires maritimes et de l'Investissement       |           | Luhut Binsar Pandjaitan                   | Golkar      |
| Ministre coordinateur du Développement humain et des Affaires culturelles |           | Muhadjir Effendy                          | Indépendant |

### Ministres
Les ministres sont entrés en fonction le 23 octobre 2019.
| Fonction | Titulaire                                   | Titulaire                                       | Parti        |
| --- | ------------------------------------------- | ----------------------------------------------- | ------------ |
| Ministre du Secrétariat d'État |                                             | Pratikno                                        | Indépendant  |
| Ministre de l'Intérieur |                                             | Tito Karnavian                                  | Indépendant  |
| Ministre des Affaires étrangères |                                             | Retno Marsudi                                   | Indépendante |
| Ministre de la Défense |                                             | Prabowo Subianto                                | Gerindra     |
| Ministre de la Justice et des Droits humains                                                                                                |                                             | Yasonna Laoly                                   | PDIP         |
| Ministre des Finances |                                             | Sri Mulyani Indrawati                           | Indépendante |
| Ministre de l’Énergie et des Ressources minérales                                                                                           |                                             | Arifin Tasrif                                   | Indépendant  |
| Ministre de l'Industrie |                                             | Agus Gumiwang Kartasasmita                      | Golkar       |
| Ministre du Commerce |                                             | Agus Suparmanto (jusqu'en décembre 2020)        | PKB          |
| Ministre du Commerce |                                             | Muhammad Lutfi (jusqu'au 15 juin 2022)          | Indépendant  |
| Ministre du Commerce |                                             | Zulfikli Hasan                                  | PAN          |
| Ministre de l'Agriculture |                                             | Syahrul Yasin Limpo (jusqu'au 6 octobre 2023)   | NasDem       |
| Ministre de l'Agriculture | Adi Prasetyo Adi (jusqu'en 25 octobre 2023) |                                                 |              |
| Ministre de l'Agriculture | Andi Amran Sulaiman                         |                                                 |              |
| Ministre de l'Environnement et des Forêts                                                                                                   |                                             | Siti Nurbaya Bakar                              | NasDem       |
| Ministre des Transports (en) |                                             | Budi Karya Sumadi (en)                          | Indépendant  |
| Ministre des Affaires maritimes et de la Pêche (en)                                                                                         |                                             | Edhy Prabowo (jusqu'en novembre 2020)           | Gerindra     |
| Ministre des Affaires maritimes et de la Pêche (en)                                                                                         |                                             | Sakti Wahyu Trenggono                           | Indépendant  |
| Ministre de l'Emploi (en) |                                             | Ida Fauziyah                                    | PKB          |
| Ministre des Travaux publics et du Logement (id)                                                                                            |                                             | Basuki Hadimuljono                              | Indépendant  |
| Ministre de la Santé (en) |                                             | Terawan Agus Putranto (jusqu'en décembre 2020)  | Indépendant  |
| Ministre de la Santé (en) |                                             | Budi Gunadi Sadikin                             | Indépendant  |
| Ministre de l’Éducation, de la Culture, de la recherche et de la technologie (en) Auparavant nommé ministre de l'Éducation et de la Culture |                                             | Nadiem Makarim                                  | Indépendant  |
| Ministre de la Planification terrestre et spatiale                                                                                          |                                             | Sofyan Djalil (jusqu'au 15 juin 2022)           | Indépendant  |
| Ministre de la Planification terrestre et spatiale                                                                                          |                                             | Hadi Tjahjanto (jusqu'au 21 février 2022)       | Indépendant  |
| Ministre de la Planification terrestre et spatiale                                                                                          |                                             | Agus Harimurti Yudhoyono                        | Démocrate    |
| Ministre des Affaires sociales |                                             | Juliari Batubara (id) (jusqu'en décembre 2020)  | PDIP         |
| Ministre des Affaires sociales |                                             | Tri Rismaharini                                 | PDIP         |
| Ministre des Affaires religieuses (en) |                                             | Fachrul Razi (en) (jusqu'en décembre 2020)      | Indépendant  |
| Ministre des Affaires religieuses (en) |                                             | Yaqut Cholil Qoumas                             | PKB          |
| Ministre de la Communication et de l'Informatique (en)                                                                                      |                                             | Johnny G. Plate                                 | NasDem       |
| Ministre de la Recherche, des Technologies et de l’Éducation supérieure                                                                     |                                             | Bambang Brodjonegoro (en) (jusqu'en avril 2021) | Indépendant  |
| Ministre des Coopératives et des Petites et Moyennes entreprises                                                                            |                                             | Teten Masduki (en)                              | Indépendant  |
| Ministre de l'Empouvoirement des Femmes et de la Protection des enfants                                                                     |                                             | I Gusti Ayu Bintang Darmawati                   | PDIP         |
| Ministre de la Réforme administrative et bureaucratique (en)                                                                                |                                             | Tjahjo Kumolo (jusqu'au 1er juillet 2022)       | PDIP         |
| Ministre de la Réforme administrative et bureaucratique (en)                                                                                |                                             | Mahfud MD (jusqu'au 4 juillet 2022)             | Indépendant  |
| Ministre de la Réforme administrative et bureaucratique (en)                                                                                |                                             | Tito Karnavian (jusqu'au 16 juillet 2022)       | Indépendant  |
| Ministre de la Réforme administrative et bureaucratique (en)                                                                                |                                             | Mahfud MD (jusqu'au 7 septembre 2022)           | Indépendant  |
| Ministre de la Réforme administrative et bureaucratique (en)                                                                                |                                             | Abdullah Azwar Anas                             | PDIP         |
| Ministre des Villages, des Régions sous-développées et de la Transmigration                                                                 |                                             | Abdul Halim Iskandar (id)                       | PKB          |
| Ministre de la Planification de Développement national                                                                                      |                                             | Suharso Monoarfa (en)                           | PPP          |
| Ministre des Entreprises publiques (en) |                                             | Erick Thohir                                    | Indépendant  |
| Ministre du Tourisme et de l'Economie créative (en)                                                                                         |                                             | Wishnutama (en) (jusqu'en décembre 2020)        | Indépendant  |
| Ministre du Tourisme et de l'Economie créative (en)                                                                                         |                                             | Sandiaga Uno                                    | Gerindra     |
| Ministre du Tourisme et de l'Economie créative (en)                                                                                         | PPP                                         | Sandiaga Uno                                    |              |
| Ministre de la Jeunesse et des Sports |                                             | Zainudin Amali (id)                             | Golkar       |
| Ministre de la Investissement |                                             | Bahlil Lahadalia (id) (depuis le 28 avril 2021) | Indépendant  |

### Ministres délégués
Les ministres sont entrés en fonction le 25 octobre 2019.
| Fonction                                                                           | Titulaire | Titulaire                                           | Parti        |
| ---------------------------------------------------------------------------------- | --------- | --------------------------------------------------- | ------------ |
| Ministre délégué aux Affaires étrangères                                           |           | Mahendra Siregar (en)                               | Indépendant  |
| Ministre délégué à la Défense                                                      |           | Wahyu Sakti Trenggono (id) (jusqu'en décembre 2020) | Indépendant  |
| Ministre délégué à la Défense                                                      |           | Muhammad Herindra                                   | Indépendant  |
| Ministre délégué aux Affaires religieuses (en)                                     |           | Zainut Tauhid (id)                                  | PPP          |
| Ministre délégué aux Finances                                                      |           | Suahasil Nazara (id)                                | Indépendant  |
| Ministre délégué au Commerce                                                       |           | Jerry Sambuaga (id)                                 | Golkar       |
| Ministre délégué aux Travaux publics et au Logement                                |           | John Wempi Wetipo (en)                              | PDIP         |
| Ministre délégué à l'Environnement et aux Forêts                                   |           | Alue Dohong (id)                                    | Indépendant  |
| Ministre délégué aux Villages, aux Régions sous-développées et à la Transmigration |           | Budi Arie Setiadi (id)                              | Indépendant  |
| Ministre délégué à la Planification terrestre et spatiale                          |           | Surya Tjandra (id)                                  | PSI          |
| Ministre délégué aux Entreprises publiques (en)                                    |           | Budi Gunadi Sadikin (id) (jusqu'en décembre 2020)   | Indépendant  |
| Ministre délégué aux Entreprises publiques (en)                                    |           | Pahala Mansury                                      | Indépendant  |
| Ministre délégué aux Entreprises publiques (en)                                    |           | Kartika Wirjoatmodjo (id)                           | Indépendant  |
| Ministre délégué au Tourisme et à l'Economie créative (en)                         |           | Angela Tanoesoedibjo                                | Perindo (en) |